# Aleksandr Khvan
Aleksandr Khvan (Tcheboksary, 28 de dezembro de 1957 – Moscou, 17 de setembro de 2023) foi um diretor de cinema russo.

## Morte
Khvan morreu no dia 17 de setembro de 2023, aos 65 anos de idade.